# Forteresse de Knin
La forteresse de Knin (en croate : Kninska tvrđava) est située près de la plus haute montagne de Croatie, la Dinara, et près de la source de la rivière Krka. Elle est la deuxième plus grande forteresse de Croatie et le bastion défensif le plus important du pays. Elle se trouve dans la ville historique de Knin, située dans le comitat de Šibenik-Knin, dans l'arrière-pays dalmate. La construction de la forteresse commence dès le IXe siècle, tandis que son état actuel date des XVIIe siècle et XVIIIe siècle,. Elle atteint son apogée sous le règne de Dmitar Zvonimir, roi de Croatie à partir de 1076, car elle sert alors de centre politique au royaume de Croatie.